# Harmsenbrug
De Harmsenbrug is een brug in Zuid-Holland, en onderdeel van de rijksweg N57. De brug uit 1968 overspant het Hartelkanaal en de rijksweg A15. De brug omvat een basculebrug over de zuidkant van het kanaal die voor de scheepvaart geopend kan worden en een tuibrug over de noordkant van het kanaal.
Direct ten zuiden van de brug is een ongelijkvloerse aansluiting naar een recreatiegebied. Ten zuiden daarvan ligt de Brielsebrug die het Brielse Meer overspant. De brug is vernoemd naar Willem Harmsen (1886-1954), voormalig directeur-generaal van Rijkswaterstaat.